# Rijn-Hernekanaal

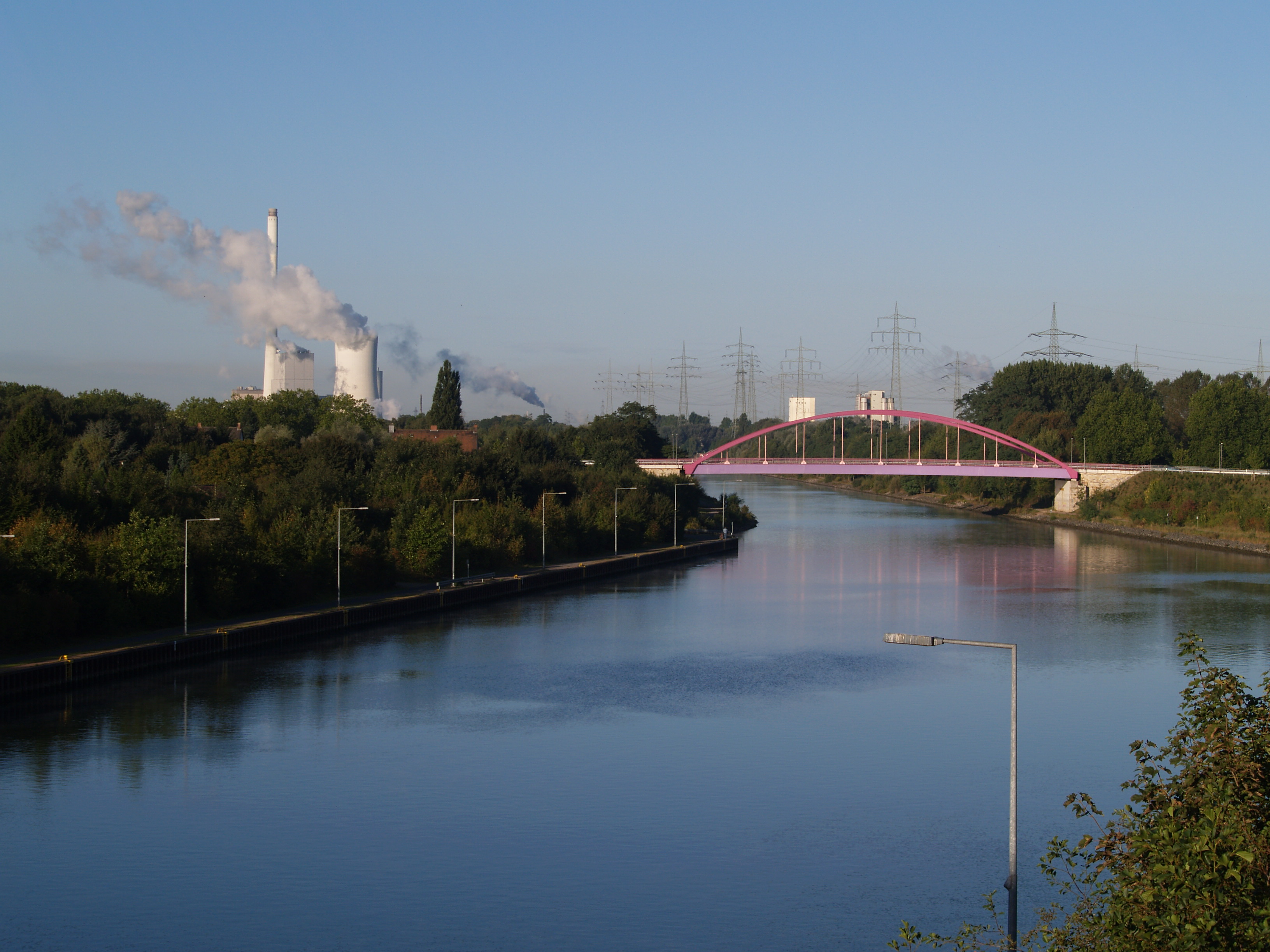
Het Rijn-Hernekanaal bij Herne

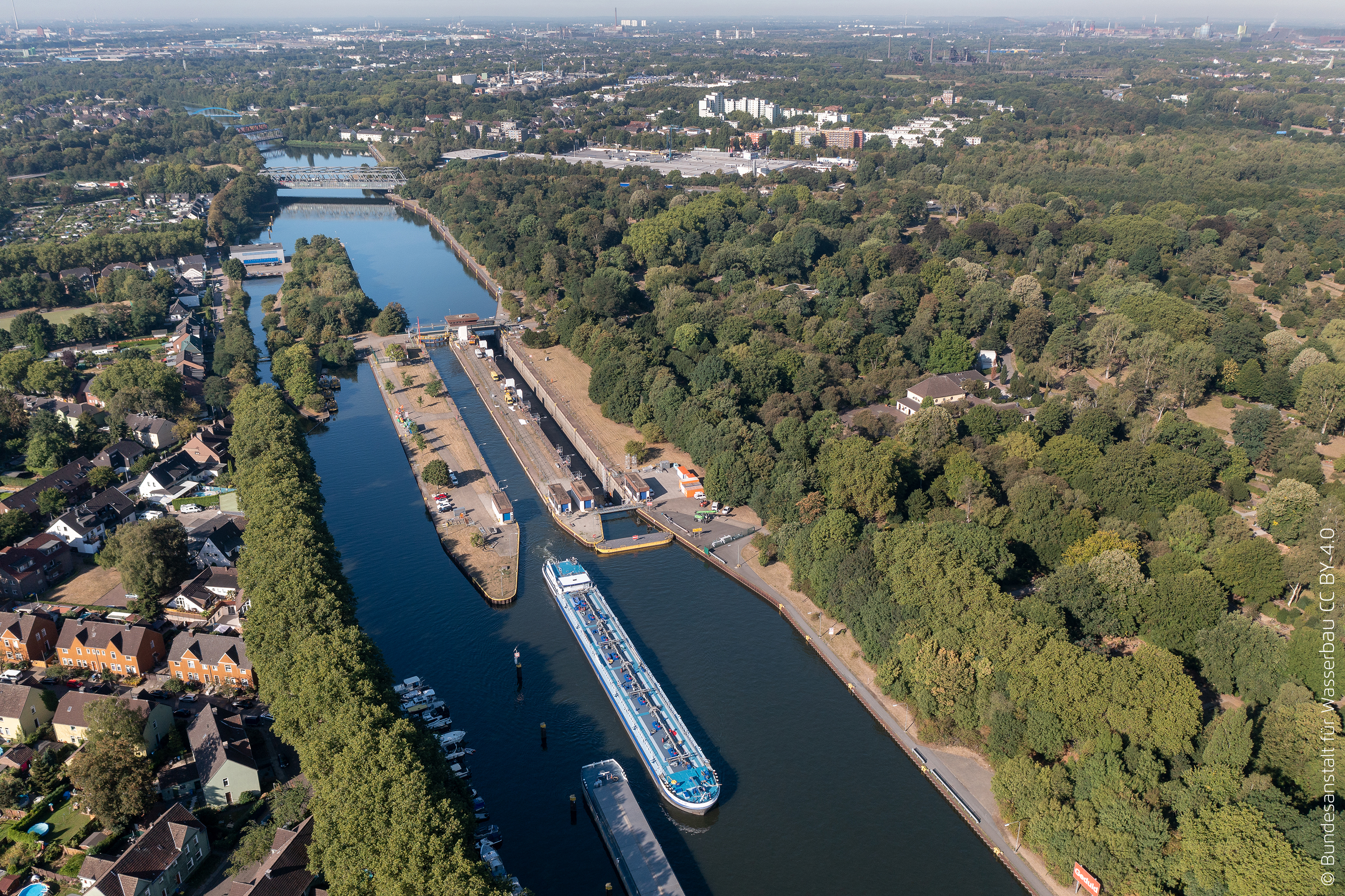
De sluizen bij Oberhausen

Het Rijn-Hernekanaal is een belangrijk kanaal tussen Duisburg en Herne in het Duitse Ruhrgebied, dat de Rijn en het Dortmund-Eemskanaal verbindt. Het kanaal werd tussen 1906 en 1914 gebouwd en in 1916 in gebruik genomen. In de jaren tachtig werd het verbreed. De waterweg volgt het dal van de Emscher.
In 1873 werd in Essen het Emscherkanal-comité opgericht. In de eerste plannen ging men uit van het kanaliseren van de Emscher. De technische haalbaarheid werd in 1875 gepresenteerd. Hier werd later een extra stuk kanaal aan toegevoegd om een verbinding te realiseren met het Dortmund-Eemskanaal. Op 5 april 1906 begon men met de aanleg en het werk duurde acht jaar. Het vergde een investering van 60 miljoen Duitse mark. Het eerste schip dat op 17 juli 1914 door het kanaal voer, was de “Tyd is Geld”.
Over de lengte van het kanaal is het hoogteverschil zo'n 36 meter. Aanvankelijk waren er zeven schutsluizen, maar vanaf 1991 zijn er nog slechts vijf. De oorspronkelijk 165 meter lange en 10 meter brede sluiskamers zijn in de periode 1979-1995 allemaal vervangen door grotere exemplaren van 190 meter lang en 12 meter breed.
De sluizen zijn achtereenvolgens, van west naar oost:
- Schleuse Duisburg-Meiderich
- Schleusengruppe Oberhausen
- Schleusengruppe Essen-Dellwig (verwijderd)
- Schleusengruppe Gelsenkirchen
- Schleusengruppe Wanne-Eickel
- Schleusengruppe Herne-West (verwijderd)
- Schleuse Herne-Ost

Het Rijn-Hernekanaalschip is ontworpen voor de maten van dit kanaal.

## Steden langs het Rijn-Hernekanaal
- Duisburg
- Oberhausen
- Essen
- Bottrop
- Gelsenkirchen
- Herne
- Recklinghausen
- Castrop-Rauxel
- Waltrop (Dortmund-Emskanaal)
- Datteln (Dortmund-Emskanaal)